# Richard Petri

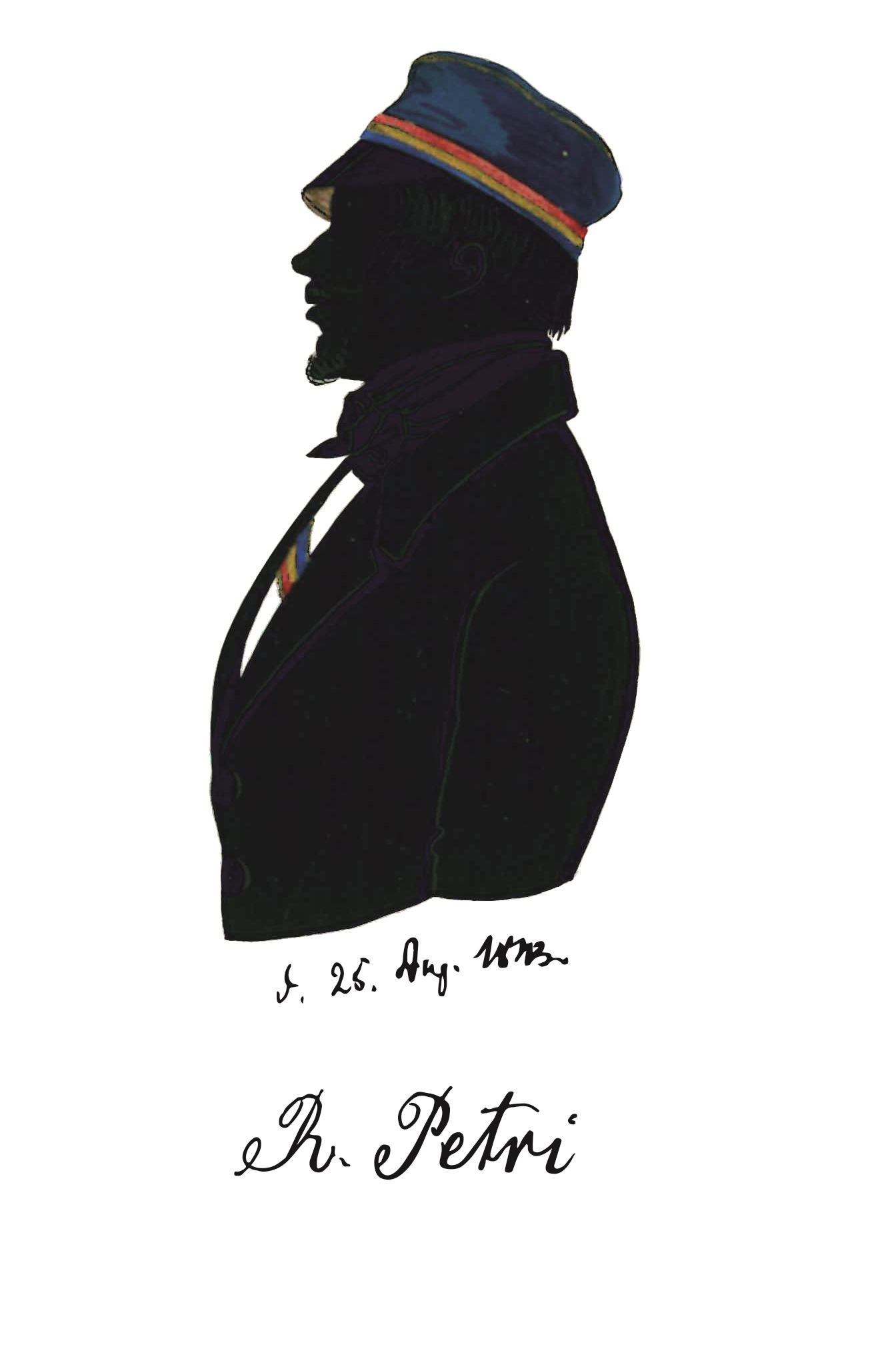
Petri als Leipziger Lausitzer

Gottfried Ernst Richard Petri (* 14. Januar 1823 in Dürrhennersdorf; † 14. Mai 1906 in Blasewitz) war ein sächsischer Staatsanwalt und Abgeordneter.

## Leben
Richard Petri war Sohn des Pastors Balthasar August Petri (1775–1840). Von 1843 bis 1847 studierte er Rechtswissenschaft an der Universität Leipzig. Zu Beginn des Studiums wurde er Mitglied des Corps Lusatia Leipzig. 1849 trat er in den sächsischen Justizdienst ein, zunächst als Justizaktuar beim Justizamt Lauenstein, ab dem 1. Oktober 1850 beim Landgericht Löbau und später in Zöblitz. Er wurde Staatsanwalt in Annaberg. 1865 wechselte er als Staatsanwalt an das Landgericht Bautzen, wo er zuletzt Oberstaatsanwalt war. 1889 wurde er pensioniert.
Petri saß von 1869 bis 1873 als Abgeordneter des 2. städtischen Wahlkreises und von 1873 bis 1879 als Abgeordneter des 19. städtischen Wahlkreises in der Zweiten Kammer des Sächsischen Landtags. Er gehörte der Fraktion der Fortschrittspartei an.

## Auszeichnungen
- Königlicher Kronen-Orden (Preußen) 3. Klasse (1864)[2]